# Selecció de futbol de Lituània
La Selecció de futbol de Lituània és l'equip representatiu del país en les competicions oficials. La seua organització està a càrrec de la Federació Lituana de Futbol, que pertany a la UEFA.
El seleccionat de Lituània va nàixer el 1923, després de la independència d'aquest país a la fi de la Primera Guerra Mundial. No obstant això, el 1940, Lituània va ser envaïda i annexada per la Unió de Repúbliques Socialistes Soviètiques. Després d'eixe any, els jugadors d'origen lituà jugaven en la Selecció de la Unió Soviètica. Només el 1990, després del trencament de la Unió Soviètica i la independència dels països que en foren membres, la selecció de Lituània va tornar a jugar.

## Lituània als Mundials
Resultat General: Sense participació
- 1930 - Sense participació
- 1934 - No es va classificar
- 1938 - No es va classificar
- 1950 a 1994 - Sense participació. Part de la Unió Soviètica
- 1998 a 2018 - No es va classificar

## Eurocopa
Resultat General: Sense participació
- 1960 a 1992 - Sense participació. Part de la Unió Soviètica
- 1996 a 2016 - No es va classificar